# Kudoa paraquadricornis
Kudoa paraquadricornis là một loài động vật thân nhớt ký sinh trên cá biển, được phát hiện tại Úc trên 4 loài thuộc họ Cá khế.

## Further reading
- Miller, T. L., and R. D. Adlard. "Unicapsula species (Myxosporea: Trilosporidae) of Australian marine fishes, including the description of Unicapsula andersenae n. sp. in five teleost families off Queensland, Australia." Parasitology research 112.8 (2013): 2945-2957.
- Yokoyama, H., T. Yanagida, and S. Shirakashi. "Kudoa ogawai n. sp.(Myxozoa: Multivalvulida) from the trunk muscle of Pacific barrelfish Hyperoglyphe japonica (Teleostei: Centrolophidae) in Japan." Parasitology research 110.6 (2012): 2247-2254.
- Mansour, Lamjed, et al. "Kudoa azevedoi n. sp.(Myxozoa, Multivalvulida) from the oocytes of the Atlantic horse mackerel Trachurus trachurus (Perciformes, Carangidae) in Tunisian coasts." Parasitology research 112.4 (2013): 1737-1747.